# Засланець № 011
«Засланець № 011» — радянський художній фільм 1979 року «про останній період життя і діяльність видатного революціонера Сурена Спандаряна».

## Сюжет
Весна 1916 року. Туруханський край в Сибіру. Тут на довічному засланні знаходиться революціонер Сурен Спандарян. Він хворий, у нього туберкульоз. У разі зволікання лікування і не зміни місця заслання на більш помірний клімат — хвороба стане невиліковною. За петицією ув'язнених адміністрація спрямовує його на медичне обстеження для вирішення питання про зміну місця заслання. Скориставшись нагодою, товариші дають йому завдання — передати зв'язковому ЦК партії протокол обговорення ленінської статті про революцію. Спандарян в супроводі поручика Надєїна, якому доручено будь-якими методами отримати вигідний для жандармів медичний висновок, приїжджає в садибу лікаря Варламцева, відомого ліберала, який користується репутацією людини гуманної і незалежної. Тут же в садибі гостює дочка лікаря — Аліса Варламцева. Протягом одного дня Спандаряну потрібно зробити вибір — викликавши симпатію лікаря пройти обстеження і виїхати відбувати заслання в теплі краї, або ж — в садибних розмовах з Варламцевим і Надєїним про Революцію і майбутнє Росії переконати Алісу у вірності своїх ідей, і через неї передати протокол, але тоді — ризикуючи стати ідейним ворогом лікаря-ліберала, який може і відмовитися від своїх слів про гуманність, — стати смертельно хворим…

## У ролях
- Володимир Кочарян —  Сурен Спандарян, засланець революціонер
- Олег Анофрієв —  Надєїн, поручик
- Микола Гриценко —  Варламцев, лікар
- Ірина Алфьорова —  Аліса Варламцева, його дочка
- Леонід Марков —  Гарбуша, мисливець, зв'язковий ЦК партії більшовиків
- Клавдія Козльонкова —  Василиса
- Анатолій Соловйов —  Шашков
- Гегам Арутюнян —  Спандар Спандарян, батько Сурена
- Юрій Каюров —  Ленін
- Олена Сітко —  Крупська

## Знімальна група
- Режисер — Лаерт Вагаршян
- Сценарист — Вадим Меліксетян
- Оператор — Левон Атоянц
- Композитор — Едвард Мірзоян
- Художник — Олександр Шакарян